# Plenibabe
Plenibabe (cyr. Пленибабе) – wieś w Serbii, w okręgu raskim, w gminie Tutin. W 2011 roku liczyła 108 mieszkańców.